# Blandine Lachèze
Pour les articles homonymes, voir Lachèze.
Blandine Lachèze, née le 11 octobre 1982 à Fontainebleau, est une pentathlonienne française.
Elle est médaillée de bronze en relais aux Championnats du monde de pentathlon moderne en 2004. La même année, elle participe aux Jeux olympiques, terminant à la dix-neuvième place.